# Maureen Caird
Maureen Caird (Cumberland, 29 de setembro de 1951) é uma ex-atleta barreirista australiana, campeã olímpica e recordista mundial na Cidade do México 1968. Ao conquistar a medalha de ouro dos 80m c/ barreiras nestes Jogos, ela se tornou a mais jovem campeã individual do atletismo na história dos Jogos Olímpicos, com 17 anos de idade.
Caird começou no atletismo ainda adolescente, treinada pela antiga técnica da multicampeã olímpica australiana Betty Cuthbert, June Ferguson. Competiu em vários tipos de distâncias e modalidades mas mostrou ter maior desempenho nos 80 m c/ barreiras. Em 1967, com 16 anos, venceu esta prova e o pentatlo no campeonato australiano júnior. No ano seguinte, defendeu com sucesso seu título nas barreiras e ainda venceu o salto em distância, no mesmo campeonato nacional. Neste mesmo ano, ela competiu em provas adultas, chegando em segundo lugar nos 80 e nos 100 m c/ barreiras, atrás da compatriota Pam Kilborn, então a melhor barreirista do mundo. Com esses resultados, ela foi selecionada pelo Comitê Olímpico Australiano para competir nos Jogos Olímpicos da Cidade do México, em outubro daquele ano.
No México, Caird, então com 17 anos e 19 dias de idade, e Kilborn, 29, chegaram à final. Numa prova disputada com pista molhada e para surpresa dos analistas, Caird derrotou Kilborn quase na linha de chegada, ganhando a medalha de ouro com um novo recorde mundial para a prova, 10s39. Com o feito, se tornou a mais jovem campeã olímpica individual do atletismo em Jogos e  ranqueada pela Federação Internacional de Atletismo como a número 1 do mundo. No ano seguinte, ainda como atleta júnior, viria a estabelecer o recorde mundial para a recém-criada prova de 200 m c/ barreiras.
Em 1970, mesmo sofrendo de mononucleose infecciosa durante a competição, ela conseguiu o segundo lugar atrás de Kilborn nos Jogos da Commonwealth, em Edimburgo, nos 100 m c/ barreiras (que então havia substituído os 80 m no programa olímpico). Em Munique 1972, Caird não conseguiu sucesso na prova, sendo eliminada ainda nos estágios iniciais, e abandonou o atletismo pouco tempo depois, por causa de dores constantes que sentia no estômago, depois diagnosticado como câncer.
Hoje vive com o marido na Nova Zelândia.